# 상하이역 (지하철)
상하이역(중국어 간체자: 上海火车站, 정체자: 上海火車站, 병음: Shànghǎi Huǒchē Zhàn, 영어: Shanghai Railway Station(Metro)) 또는 상하이 훠처 잔은 상하이시 자베이 구에 있는 지하철 역으로 지하로 남광장에서 북광장까지 연결되어 있다. 섬식 지하역사를 가지고 있으며, 1호선, 3호선과 4호선이 지나가는 지하 섬식 지하철역이다.
이 역은 자베이구에 있고 갑북구에 있는 철도 역인 상하이 역(중국어 간체자: 上海站, 병음: Shànghǎi Zhàn 상하이잔[*])과 자주 혼동된다.

## 지하철
- 상하이 지하철 1호선
- 상하이 지하철 3호선, 4호선

## 출구

### 1호선
- 1번출구: 철로 상하이 서남 출구 동쪽
- 2번출구: 1번 출구 남쪽
- 3번출구: 민리루(民立路) 서쪽, 장안루(长安路) 남쪽
- 4번출구: 민리루 동쪽, 모링루(秣陵路) 남쪽
- 5번출구: 민리루 동쪽, 톈무시루(天目西路) 북쪽
- 6번출구: 철로 상하이역 동남 출구 서쪽

### 3,4호선
- 1번출구: 자오퉁루(交通路) 남쪽, 따통루(大统路) 서쪽
- 2번출구: 1번출구 남쪽
- 3번출구: 4번출구 서쪽, 철로 북광장 주변역 서쪽
- 4번출구: 1번출구 서쪽

|  |  |  |

## 역사
- 1995년 4월 10일 1호선 개통
- 2000년 12월 26일 3호선 개통
- 2004년 12월 28일 1호선 연장
- 2005년 12월 31일 4호선 개통

## 같이 보기
- 상하이 지하철